# Těšetice, Znojmo
Těšetice là một làng thuộc huyện Znojmo, vùng Jihomoravský, Cộng hòa Séc.